# 三锹话
三锹话或三橇话是一种侗语–苗语黔东方言混合语，在中国贵州省黎平县和锦屏县中由6,000余人使用。
三锹人以酸汤话唱他们的传统民歌，这种语言和新湘语相似。

## 分类
三锹话词汇约30–40%來自苗语，40%-50%來自侗语，其余是汉语词汇。三锹话使用者聽得懂当地侗语和苗语，但侗族和苗族听不懂三锹话。
根据以下3条语音标准来对酸汤话进行内部分片，其中第1、2条为基本标准，第3条为补充标准。
1. 调类格局。一类不保留入声调类，共有个声调（阴平、阳平、上声、阴去、阳去）；另一类保留入声调类，共有个声调（阴平、阳平、上声、阴去、阳去、入声。
2. 古清入与次池入是归入其他调类还是自成一个入声调类。
3. 知三章组声母合流为一组还是分化成几组。

依据以上语音标准，结合表酸汤话调类调值，将酸汤话试着分为南片和北片，二者中间的分界大致为靖州的三锹乡，三锹乡及以南地区为南片，以北地区为北片。南片多自称“酸话”，北称多自称“酸汤话”。具体如下：
南片酸话，主要包括湖南省通道县内江口乡、县溪镇的部分村，靖州县内三锹、藕团、铺口、平茶等乡的部分村。南片酸汤话的主要特点可以概括为：
北片酸汤话，主要包括湖南省的新晃县米贝乡，会同县蒲稳乡、炮团乡、漠滨乡，正江县的罗岩乡等靠近贵州的部分村庄，贵州省天柱县内的远口、白市、江东翁洞、竹林、盆处等靠近湖南的乡镇。
另外，仅根据调类格局，贵州黎平县大稼乡的酸汤话可以归入南片，启蒙镇的酸汤话可以归入北片。

## 分布
在贵州省黎平县和锦屏县，三锹人生活在20余个村，共有6,000人以上(Yu 2017)。
廣義上的三锹人是30,000多名會说互不相关的语言的人，分布在湖南省靖州县、会同县、通道县和绥宁县、贵州省黎平县、锦屏县和天柱县。在湖南他们被称作花苗或花衣苗，在贵州则是三撬人。
三锹人分布在贵州省黔东南苗族侗族自治州中下列地区(Deng 2010)。共有22个村。
- 黎平县
  - 尚重鎮平底乡：岑趸、乌山、俾嗟、眼批、董翁、归斗、归雅、乌勒、平底、乌碰、塘途、高练、俾雅寨
  - 大稼乡：岑努寨
- 锦屏县
  - 平略鎮和启蒙鎮：寨早、文斗、胜利、固本、新明、地茶、启蒙、裕河

三百年前从天柱县向四川乐至县、大足县移民的靖州腔是酸汤话的演变和继承，四川乐至县的“靖州腔”分布在四川乐至县城周围的南塔区文峰乡五村，新乐乡五村、六村、七村、八村，宝林区宝石乡五村，劳动乡八村，童家区放生乡二村、三村、四村，但人口极少，仅一千余人。